# Marco Fábio Buteão
Marco Fábio Buteão (m. 210-09 a.C.; em latim: Marcus Fabius Buteo) foi um político da gente Fábia da República Romana eleito cônsul em 245 a.C. com Caio Atílio Bulbo. Foi nomeado ditador em 216 a.C.. Era irmão de Numério Fábio Buteão, cônsul em 247 a.C..
Morreu entre 210 e 209 a.C., datas que o censor Públio Semprônio Tuditano escolheu Quinto Fábio Máximo como príncipe do senado.

## Família

Teatro de operações da Primeira Guerra Púnica entre 248 e 241 a.C..
Território siracusano
Território cartaginês
Territórios romanos
1. Amílcar Barca apóia Drépano, que esta sitiada, e saqueia a costa italiana.
2. Amílcar desembarca em monte Ercte.
3. Amílcar muda sua base de monte Ercte para Érice (Eryx).
4. Vitória naval romana nas ilhas Égadas e queda de Drépano. Cartago pede a paz (241 a.C.).

"Buteão" (em latim: Buteo) era o cognome de uma família patrícia da gente Fábia, que era referência a uma espécie de falcão que, numa determinada ocasião, teria pousado no barco de Numério (ou do pai dos dois), o que foi considerado um augúrio positivo.

## Consulado (245 a.C.)
Foi eleito cônsul com Caio Atílio Bulbo em 245 a.C., o vigésimo ano da Primeira Guerra Púnica, ano no qual não foram registrados batalhas importantes.

## Censor (241 a.C.)
Foi eleito censor em 241 a.C. com Caio Aurélio Cota.

## Segunda Guerra Púnica

### Ditadura (216 a.C.)
Sendo o ex-censor mais velho, foi nomeado ditador legendo senatui em 216 a.C., o segundo ano da Segunda Guerra Púnica, pelo cônsul Caio Terêncio Varrão, que havia sido recentemente derrotado na Batalha de Canas, sem nomear um mestre da cavalaria. Foi a única vez na história que Roma teve dois ditadores simultaneamente: o próprio Fábio Buteão e o ex-censor Marco Júnio Pera. Cumprindo o dever para o qual foi eleito, nomeou mais 177 senadores romanos para repor os numerosos mortos nos primeiros anos da guerra contra os cartagineses. Renunciou logo depois.